# Monsieur Rossi cherche le bonheur
Pour plus de détails, voir Fiche technique et Distribution.
Monsieur Rossi cherche le bonheur (en italien Il signor Rossi cerca la felicità) est un film d'animation italien réalisé par Bruno Bozzetto, sorti en 1976. 
Le film a été  distribué en Europe a été un grand succès, notamment en Allemagne de l'Ouest en 1976 et en Espagne en 1983.

## Synopsis
Monsieur Rossi mène la triste vie d'un ouvrier dans une usine de poisson. Il souffre de son patron arrogant et colérique, qui, malheureusement, a sa villa juste à côté de la petite maison de Rossi. Gaston, le chien du patron, lui rend également la vie difficile par ses jappements.
Une fée apparaît et donne un sifflet à Rossi, avec l'aide duquel il peut voyager à travers l'espace et le temps pour y trouver sa chance. Gaston est équipé par la fée sur l'île des pirates avec la capacité de parler et deviens de plus en plus un ami et un compagnon.⇔ À chaque époque, cependant, ils rencontrent d'énormes problèmes et le patron détesté apparaît encore et encore sous la forme d'un empereur romain, d'un roi médiéval, d'un capitaine pirate, d'un chef indien et enfin d'un citoyen d'honneur galactique. À la fin de chaque épisode, Rossi revient à son quotidien sans trouver le bonheur. À la fin du film, ceci est partiellement réalisé par le boss qui souffle lui-même le sifflet et disparaît du présent.

## Fiche technique
- Titre : Monsieur Rossi cherche le bonheur
- Réalisation : Bruno Bozzetto
- Scénario : Bruno Bozzetto, Guido Manuli, Maurizio Nichetti
- Musique : Franco Godi
- Production : Bruno Bozzetto Film
- Pays d'origine :  Italie
- Langue : Italien
- Genre : Film d'animation
- Format : Couleur
- Durée : 81 minutes
- Dates de sortie : 
  -  Italie : 25 novembre 1976
  -  France : 1976
  -  Allemagne : 4 mars 1976
  -  Royaume-Uni : 1976
  -  Espagne : 1983
- Montage : Giancarlo Rossi

## Doublage
- Carlo Romano (V.F. : ??): Monsieur Rossi
- Gianfranco Mauri (V.F. : ??): Gaston (Gastone en italien)
- Grazia Pivetti (V.F. : ??): Fée tranquil (Fata sicura en italien)
- Carlo Bonomi (V.F. : ??): Tout le personnage